# Get Low (canção de Waka Flocka Flame)
"Get Flow" é uma canção do rapper norte-americano Waka Flocka Flame com os compatriotas Nicki Minaj, Tyga e Flo Rida, e está disponível no segundo álbum do artista, Triple F Life: Fans, Friends & Family (2012). Foi escrita por Malphurs, Onika Maraj, Michael Stevenson, Tramar Dillard, Matthew Samuels, Harvey Miller e produzida por Boi-1da, DJ Speedy, Breyan Issac.

## Desempenho nas tabelas musicais
| País - Tabela musical (2012)       | Melhor posição |
| ---------------------------------- | -------------- |
| Canadá - Canadian Hot 100          | 58             |
| Estados Unidos - Billboard Hot 100 | 72             |